# Карлос Атлагић
Карлос Владемиро Атлагић Пинто (шп. Carlos Vladimiro Atlagic Pinto; Икике, 21. септембар 1915 — Лос Анхелес, 22. август 1987) је био чилеански фудбалер. Играо је на позицији везног играча.
Атлагић је са очеве стране пореклом из Островице у Далмацији.

## Успеси
Аудакс италијано
- Прва лига Чилеа  (1) : 1948.[6]

 Чиле
- Првенство Јужне Америке:  1945.[7]